# GKO
| Sigles de 2 caractères   |
| ► Sigles de 3 caractères |
| Sigles de 4 caractères   |
| Sigles de 5 caractères   |
| Sigles de 6 caractères   |
| Sigles de 7 caractères   |
| Sigles de 8 caractères   |

Les GKO, abréviation de  Gosudarstvennoe Kratkosrochnoe Obyazatelstvo, Государственное краткосрочное обязательство, sont des titres de créance négociables à court terme émis par l'État russe à partir de février 1993.
Émis à des taux de plus en plus élevés, suivant le principe dit de la « fuite en avant » pour rembourser les précédentes dettes contractées par le pays, les GKO suscitèrent une passion chez les banques russes et de nombreux investisseurs internationaux, tous attirés par la perspective de gains faciles et qu'ils croyaient peu risqués. Asphyxié par la charge d'intérêt, l'État russe se plaça finalement en cessation de paiement le 17 août 1998, provoquant la crise financière russe de 1998, et une crise majeure des marchés mondiaux de taux d'intérêt.
Ils ont été remplacés en 1998 par les GKO-OFZ.